# Rickert de Monkehagen

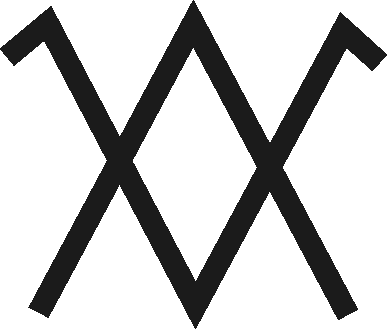
Gießerzeichen des Rickert de Monkehagen

Rickert de Monkehagen (auch Rickert de Monikehagen) war eine Glockengießerwerkstatt, die in mehreren Städten in Nordostdeutschland gearbeitet hat, ihren Hauptsitz vermutlich aber in und um Rostock hatte. Sie wirkte von 1376 bis 1464, ihre produktivste Zeit war die erste Hälfte des 15. Jahrhunderts. Zahlreiche Glocken sind noch erhalten.

## Geschichte

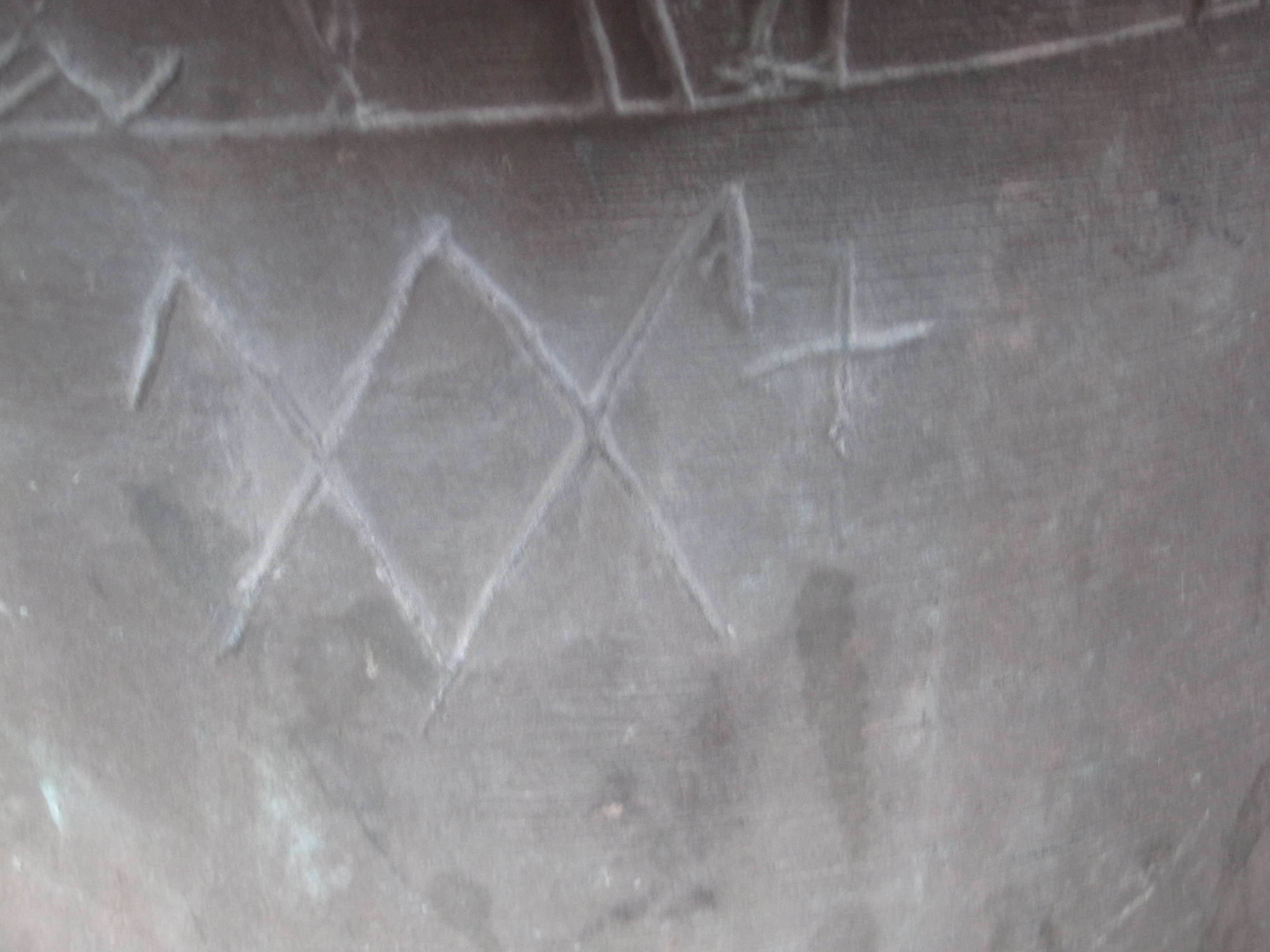
Tarnow, Dorfkirche: Gießerzeichen im Original auf der Monkehagen-Glocke von 1389

Der erstmalige Nachweis einer Tätigkeit der Werkstatt des Rickert de Monkehagen stammt aus dem Jahr 1376. Die Werkstatt gilt als die bedeutendste im 14. und 15. Jahrhundert in Mecklenburg und Pommern, was durch die große Zahl der noch erhaltenen Glocken belegt ist.
Das Handwerk des Glockengießens wurde wegen der Schwierigkeit des Transportes von Brenn- und Ausgangsmaterial sowie der fertigen Glocken jeweils vor Ort ausgeführt, was eine Zuordnung der Werkstatt zu einem Ort nicht möglich macht. Die meisten nachgewiesenen Glocken konzentrieren sich im Raum in und um Rostock, was vermuten lässt, dass die Werkstatt wohl hier ihren Hauptsitz hatte. Weiterhin wird eine Bindung an das Kloster Doberan als Auftraggeber vermutet, da viele Glocken Monkehagens in Dörfern anzutreffen sind, die früher zum Kloster gehörten. Vermutlich durch die hohe Qualität der Monkehagen-Glocken dehnte sich das Wirkungsgebiet der Werkstatt weit aus. Aufgefundene Gießerzeichen neben dem der Monkehagen-Werkstatt auf einer Glocke in Anklam und unterschiedliche Stile von Verzierungen lassen darauf schließen, dass die Werkstatt von mehreren Meistern betrieben wurde. Beleg dafür ist auch die lange Wirkungszeit. Die Quellenlage lässt bisher keine detaillierteren Aussagen zur Werkstatt zu.
Im Rostocker Stadtteil Dierkow wurde mit dem Rickertring eine Straße nach Rickert de Monkehagen benannt.

## Erhaltene Glocken

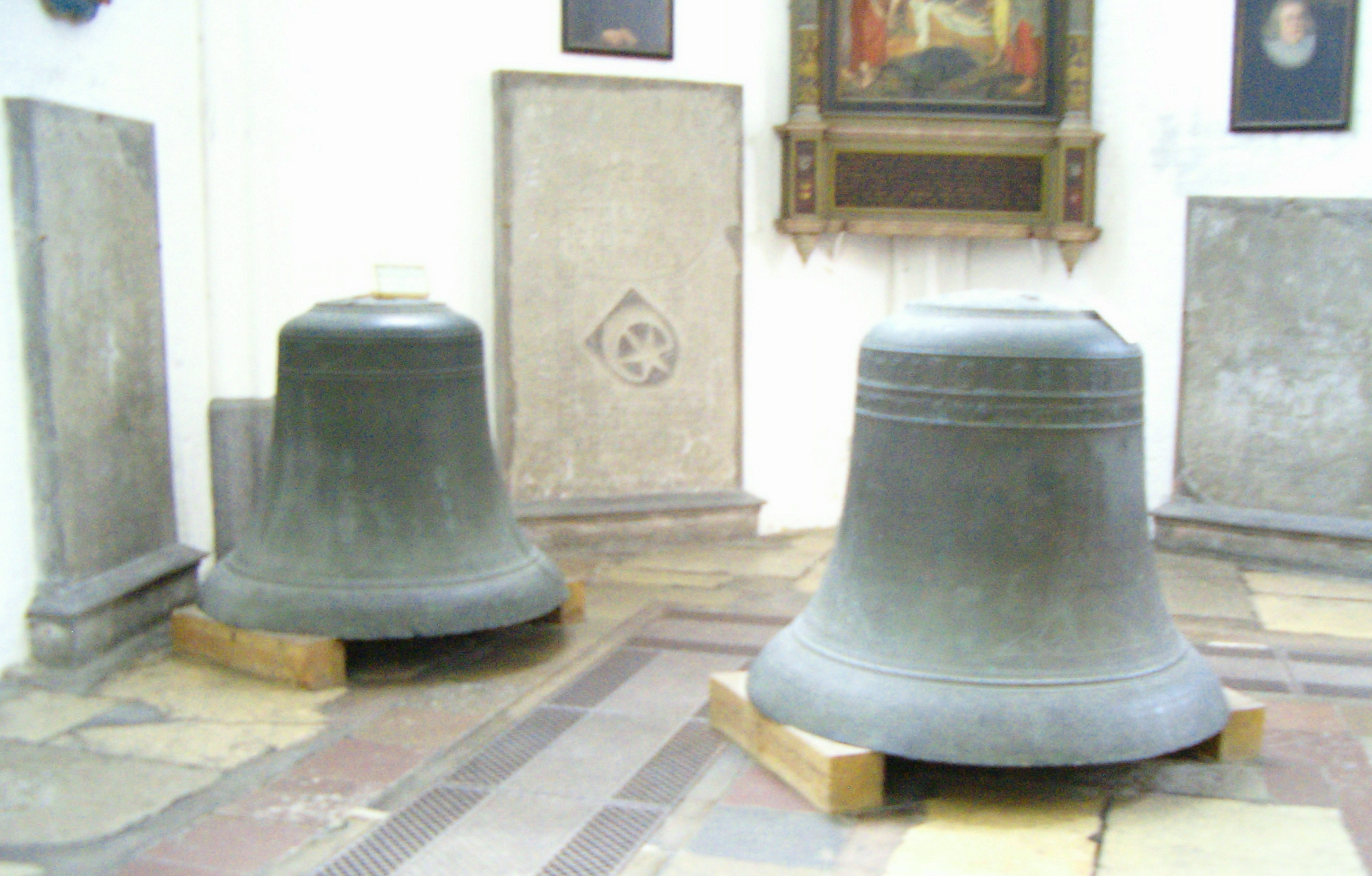
Rostock, St. Marien: Bürgerglocke (l.) und Große Glocke von Monkehagen, 1409 (vor der Restaurierung)

| Gussjahr/-zeit  | Ort, Gebäude                | Name                       | Masse (kg) | Durchmesser (mm) | Schlagton (HT-1/16) | Bemerkung |
| --------------- | --------------------------- | -------------------------- | ---------- | ---------------- | ------------------- | --- |
| 14. Jh. (2. H.) | Biestow, Dorfkirche         |                            | 1205       | 1311             | e1                  | |
| 1376            | Baumgarten, Dorfkirche      |                            | 400        | 885              | h1                  | |
| 1379            | Rostock, St. Marien         | Stundenglocke              | 3200       | 1769             | h0                  | Nach der Schlagglocke der Lambertikirche in Münster das zweitälteste erhaltene Exemplar einer Schlagglocke mit verkürzter Rippe in Deutschland                                               |
| 1389            | Tarnow, Dorfkirche          |                            | 1200       | 1257             | unbekannt           | gesprungen |
| 14. Jh. (Ende)  | Crivitz, Stadtkirche        |                            | 900        | 1093             | g1                  | |
| 1400 (ca.)      | Malchin, St. Johannis       |                            | 2200       | 1415             | dis1                | |
| 15. Jh. (1. H.) | Satow, Kirche               | Kleine Glocke              | 50         | 390              | cis3                | ungenutzt |
| 15. Jh. (1. H.) | Burow, Dorfkirche           | Kleine Glocke              | 132        | 618              | e2                  | |
| 1409            | Rostock, St. Marien         | Große Glocke               | 4226       | 1775             | d1 –1               | 1908 gesprungen, Schweißung 1950 misslungen, 2010 restauriert |
| 1412            | Rethwisch, Dorfkirche       |                            | 820        | 1080             | gis1                | 1997 renoviert |
| 1419            | Kröpelin, Stadtkirche       | Große Glocke               | 1900       | 1435             | d1                  | |
| 1421            | Dänschenburg, Dorfkirche    |                            | 900        | 1090             | g1                  | |
| 1425            | Güstrow, St. Marien         |                            | 700        | 1044             | as1                 | |
| 1431            | Altentreptow, St. Peter     | Große Glocke               | 4500       | 1786             | cis1                | |
| 1440            | Greifswald, Dom St. Nikolai | Bet- und Professorenglocke | 4020       | 1810             | c1                  | |
| 1441            | Unter Brüz, Dorfkirche      | Kleine Glocke              | 900        | 1093             | g1                  | |
| 1443            | Retschow, Dorfkirche        | Kleine Glocke              | 157        | 585              | gis2                | |
| 15. Jh. (Mitte) | Cammin, Dorfkirche          |                            | 30         | 357              | unbekannt           | im Dachreiter, ungenutzt |
| 1450            | Rostock, St. Marien         | Bleichermädchen            | 649        | 987              | h1 –1               | 2010 restauriert |
| 1450            | Anklam, St. Marien          | Apostelglocke              | 4500       | 1790             | h0                  | ursprünglich in der Nikolaikirche (Anklam), seit 1947 in St. Marien; drittgrößte Glocke des Pommerschen Evangelischen Kirchenkreises, größte mittelalterliche Glocke Mecklenburg-Vorpommerns |
| 1455            | Altentreptow, St. Peter     | Apostelglocke              | 2500       | 1473             | d1                  | |
| 1463            | Rostock, Universitätskirche |                            | 110        | 554              | g2                  | |
| 1464            | Schweriner Schloss, Eckturm |                            | 130        | 564              | as2                 | |

## Zerstörte Glocken
Zerstörte, verschwundene oder umgegossene Monkehagen-Glocken.
| Gussjahr/-zeit  | Ort, Gebäude                      | Name             | Verbleib |
| --------------- | --------------------------------- | ---------------- | --- |
| 1394            | Rostock, St. Nikolai              | Große Glocke     | 1944 zerstört |
| 15. Jh. (1. H.) | Röbel, St. Nicolai                | Große Glocke     | Durchmesser 1360 mm, nicht mehr vorhanden |
| 1412            | Bützow, Stiftskirche              | Große Glocke     | 1873 umgegossen |
| 1421            | Biendorf, Dorfkirche              |                  | im Zweiten Weltkrieg eingezogen, verschollen |
| 1422            | Lichtenhagen, Dorfkirche          |                  | Durchmesser 1160 mm, nicht mehr vorhanden |
| 1431            | Altentreptow, St. Peter           | Sonntagsglocke   | 1958 umgegossen |
| 1434            | Warnemünde, Kirche                | Große Glocke     | 1921 für ein neues Geläut in Zahlung gegeben, eingeschmolzen |
| 1440            | Rostock, St. Marien               | Dachreiterglocke | nach 1945 umgegossen |
| 1462            | Weitendorf, Kapelle               |                  | 1940 abgegeben |
| um 1400 ?       | Friedhofsglocke von Groß Ridsenow |                  | Oktober 2012. Buntmetalldiebstahl, bislang nicht aufgeklärt. Die 600 kg schwere Glocke wurde als Hehlerware zerkleinert bei einem Altmetallhändler aufgefunden und ist irreparabel. |
| unbekannt       | Klaber, Dorfkirche                |                  | 1841 umgegossen |
| unbekannt       | Buchholz, Dorfkirche              | Kleine Glocke    | 1914 bei Brand vernichtet |